# Головатень круглоголовий
Головатень круглоголовий (Echinops sphaerocephalus) — вид рослин з родини айстрових (Asteraceae), поширений у Європі, й Азії від заходу до пн.-зх. Китаю.

## Опис
Багаторічна рослина 50–150 см. Листки зверху шорсткі від залізистих волосків, клейкі, знизу сіро-вато-повстяні, глибоко-лопатеві, з довгастими або трикутно-ланцетними загостреними лопатями, які закінчуються шипиками. Головки блакитно-сірі, 4–6 см в діаметрі. Віночок блідо-блакитний або білий, пиляки темно-блакитні. 2n = 30, 32.

## Поширення
Поширений у Європі, й Азії від заходу до пн.-зх. Китаю; натуралізований в Австралії — Новий Південний Уельс, пн. Європі, Німеччині, Бельгії, Нідерландах, Люксембурзі, пд. Канаді, США.
В Україні вид зростає на узліссях лісів, у ярах і на схилах — у Лісостепу і Степу, зрідка в Розточчі (Львів), у гірському Криму і на Керченському півострові, зрідка.

## Використання
Декоративна, лікарська, медоносна рослина.